# Rahu (miejscowość)
Rahu – wieś w Estonii w prowincji Sarema, w gminie Valjala.